# 大野謙一
大野 謙一（おおの けんいち、1897年（明治30年）4月 - 1968年〈昭和43年〉5月2日）は、昭和時代前期の朝鮮総督府官僚。咸鏡北道知事。朝鮮総督府学務局長。

## 経歴
大野謙弼の長男として山口県大島郡蒲野村（大島町を経て現周防大島町）に生まれ、1901年（明治34年）家督を相続した。1897年（明治45年）高等小学校を卒業。1921年（大正10年）高等試験に合格し、朝鮮総督府に奉職する。江原道学務課長、江原道地方課長、平安南道地方課長、朝鮮総督府殖産局水利課長、黄海道財務部長、忠清北道警察部長、慶尚北道警察部長、朝鮮総督府学務局学務課長、慶尚南道内務部長、朝鮮総督府北京出張所長、朝鮮総督官房外務部長を経て、咸鏡北道知事に就任した。1942年（昭和17年）10月、朝鮮総督府学務局長に任じた。1944年（昭和19年）退官した。

## 著作
- 『朝鮮教育問題管見』朝鮮教育会、1936年。